# Orasi
Orasi (en serbe cyrillique : Ораси) est un village de l'est du Monténégro, dans la municipalité de Podgorica.

## Démographie

### Évolution historique de la population
| 1948 | 1953 | 1961 | 1971 | 1981 | 1991 | 2003 |
| ---- | ---- | ---- | ---- | ---- | ---- | ---- |
| 202  | 188  | 171  | 140  | 88   | 29   | 12   |